# Hôtel Le Peletier de Saint-Fargeau
L'hôtel Le Peletier de Saint-Fargeau est un hôtel particulier situé à Paris, au no 29 de la rue Madame-de-Sévigné. Il accueille aujourd'hui une partie des collections du musée Carnavalet.

## Histoire

### L'hôtel avant les Le Peletier
La parcelle où s'élève cet hôtel faisait partie au Moyen Âge de la Coûture Sainte-Catherine. En 1545, les terrains qui composent furent vendus à Michel de Champrond, chevalier de La Bourdinière, qui y fit construire un premier hôtel. Par la suite, ce bâtiment passa de mains en mains jusqu'à être vendu en 1626, à Geofroy Lhuillier, sieur d'Orgeval.
Le 19 juillet 1686, ses héritiers vendirent la maison à Michel Le Peletier de Souzy, intendant des finances et frère du contrôleur général des finances Claude Le Peletier. Le nouveau propriétaire fit aussitôt détruire l'ancien bâtiment et construire à son emplacement - et sans doute en remployant une partie des anciennes fondations - un nouvel hôtel, qui est celui qui existe encore de nos jours. Il acheta également plusieurs parcelles contiguës, de façon à accroître la surface du jardin et celle des bâtiments de service.

### Les travaux de Bullet
Œuvre de Pierre Bullet, le nouvel hôtel comporte un corps de logis entre cour et jardin, prolongé par deux ailes en retour sur cour. La façade du corps de logis sur cour comporte quatre travées : disposition peu régulière mais chère à cet architecte. La façade sur jardin n'a pas moins de dix travées. Elle est rythmée en son milieu d'un avant-corps de deux travées surmonté d'un fronton triangulaire orné d'un relief représentant le Temps.

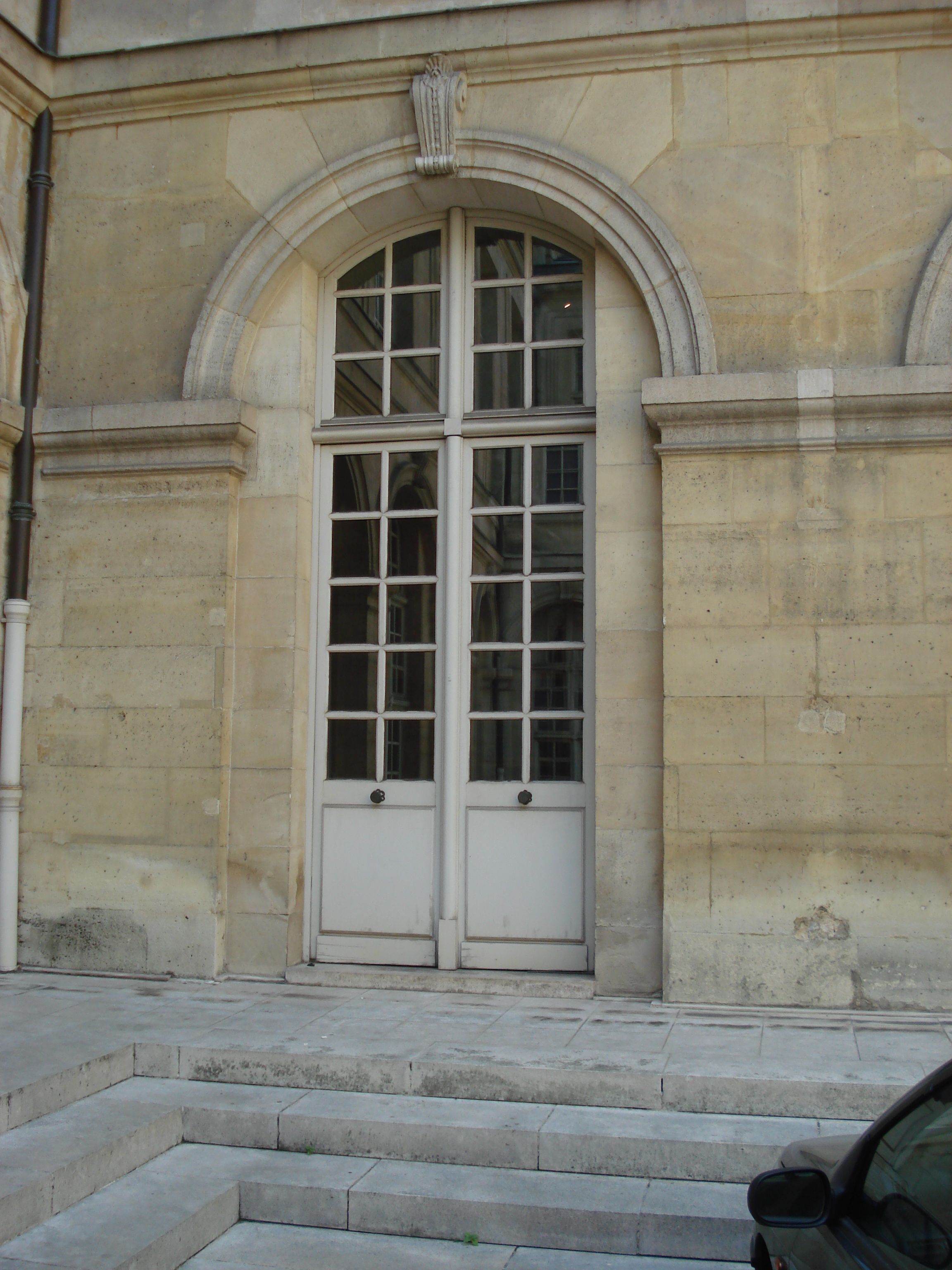
Une baie à la Lescot dans la cour d'honneur de l'hôtel Le Peletier de Saint-Fargeau, XVIIe siècle.

Sur la cour d'honneur, le corps de logis et les ailes comprennent deux étages carrés. Les baies du rez-de-chaussée des ailes sont tantôt « à la Lescot » (baies en segment d'arc sous arcades en plein cintre), tantôt en plein cintre ; celles du premier étage sont rectangulaires, celles du deuxième étage en segment d'arc. Sur le jardin, les baies sont rectangulaires au rez-de-chaussée et au premier étage, cintrées au second.
À droite du corps de logis sur jardin, Pierre Bullet a élevé une orangerie en rez-de-chaussée de treize travées, couverte d'un comble brisé, qui a été très admirée en son temps. Ses baies sur le jardin sont des baies à la Lescot, analogues à celles de la cour d'honneur. Le centre de la composition est relevé par une travée en saillie couronnée d'un fronton triangulaire, décoré d'un relief figurant la Vérité, qui répond au fronton du corps de logis sur jardin.
Outre l'orangerie, le jardin comportait des parterres de broderie, un bassin et, en fond de parcelle, un « treillage en façon d'arc de triomphe », que l'Anglais Martin Lister put voir en 1698.
Sur la rue Madame-de-Sévigné, le portail, orné de bossages et d'une guirlande de feuilles de chêne, est surmonté d'un fronton triangulaire où est inscrit un cartouche au chiffre de Michel Le Peletier. L'imposte en bois sculpté de la porte porte également un médaillon au chiffre du propriétaire.

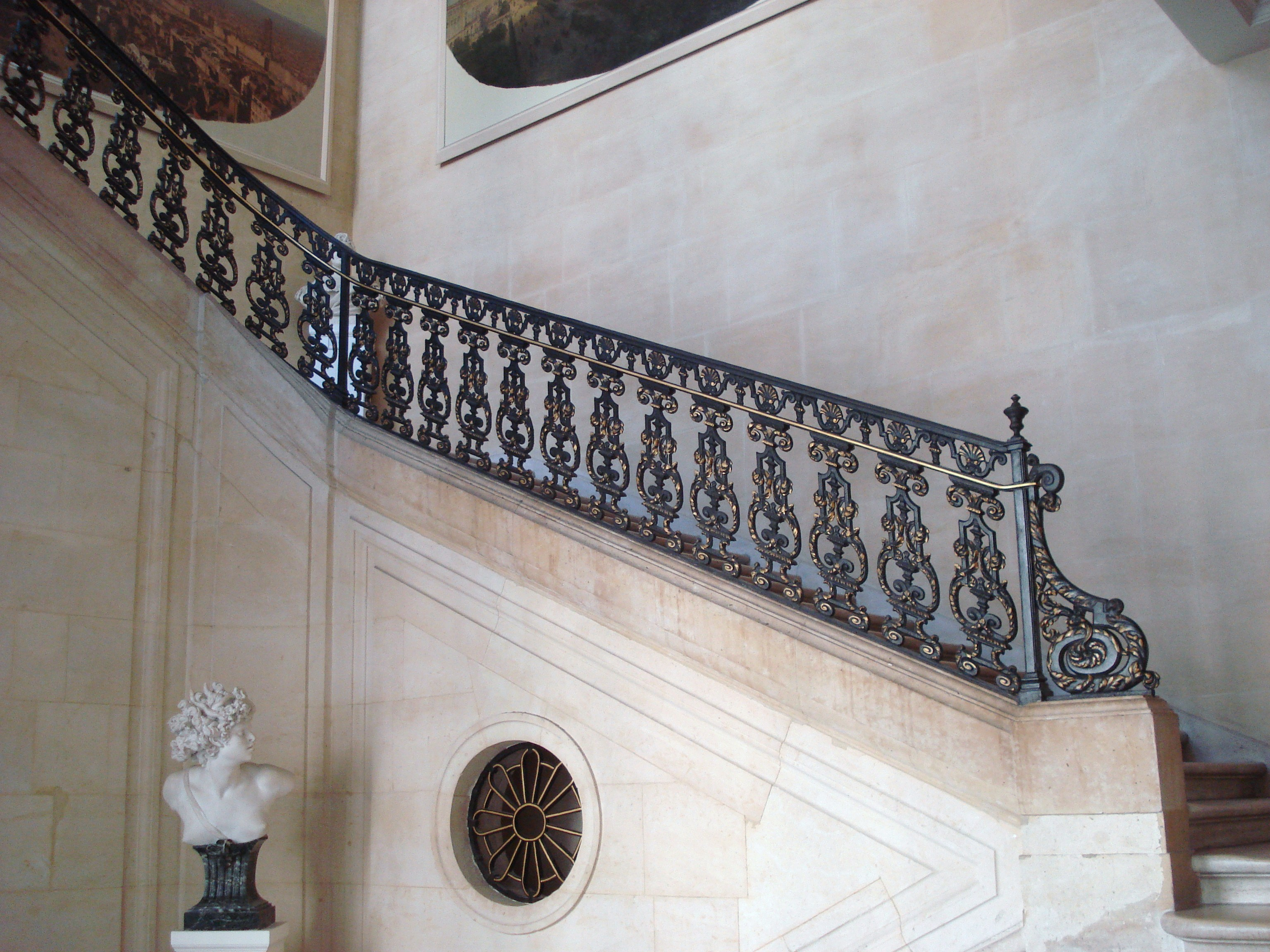
Le grand escalier de l'hôtel Le Peletier de Saint-Fargeau, XVIIe siècle.

À l'intérieur de l'hôtel, deux témoignages subsistent du premier occupant : l'escalier d'honneur, situé dans l'aile gauche de la cour d'honneur, dont la rampe en fonte est sans doute la plus ancienne de Paris ; au premier étage, un petit cabinet donnant sur le jardin, dit « cabinet doré », dont les glaces et les lambris blanc et or datent de la fin du règne de Louis XIV.
Martin Lister décrit le jardin de l'hôtel et son treillage qu'il a vu au cours de son voyage à Paris, en 1698.

### L'hôtel des Le Peletier de Saint-Fargeau
Après la mort de Souzy, en 1725, l'hôtel passa à son fils aîné, Michel Robert Le Peletier des Forts (1675-1740), qui fut contrôleur général des Finances de 1726 à 1730, puis au petit-fils de ce dernier, Michel Étienne Le Peletier de Saint-Fargeau (1736-1778), avocat général au Parlement de Paris, et enfin au fils de l'avocat général, Louis-Michel Lepeletier de Saint-Fargeau (1760-1793), président au Parlement de Paris. L'engagement révolutionnaire de ce haut magistrat, qui fut élu aux États généraux puis à la Convention, vota la mort de Louis XVI et fut assassiné par un ancien garde du corps, assura la conservation du patrimoine de la famille pendant la Terreur. La fille unique du « martyr de la Révolution », Suzanne Louise Le Peletier de Saint-Fargeau, ne vendit l'hôtel qu'en 1811.

### Un fleuron de la Ville de Paris
Après plusieurs changements de propriétaires, l'hôtel fut acquis par la ville de Paris en 1895. La Bibliothèque historique de la ville de Paris y fut installée en 1896 et 1897, après des travaux d'aménagement de l'architecte Ulysse Gravigny (1844-1901). Elle y demeura jusqu'en 1968, date à laquelle elle fut transférée dans l'hôtel de Lamoignon. L'hôtel Le Peletier de Saint-Fargeau reste vide après cette date ; il est entièrement restauré et restructuré par l'architecte Bernard Fonquernie, architecte en chef des Monuments historiques, en ce qui concerne la restauration de l'hôtel, et par Boris Stuparu, pour son aménagement technique ainsi que la création des volumes intérieurs et l'aménagement des collections. L'hôtel accueillit en 1989 l'extension du musée Carnavalet. Les collections révolutionnaires, celles du XIXe siècle et du XXe siècle allèrent occuper le corps de logis et les ailes, tandis que l'orangerie accueillait les collections archéologiques néolithiques, en particulier, les pirogues de Bercy. La conservation et les services du musée y furent également installés.
Depuis les travaux du musée Carnavalet, entre 2016 et 2021, l'hôtel Le Peletier accueille ces collections dans un nouveau parcours, ainsi que celles du XXIe siècle. Les services de la conservation y sont toujours installés.
C'est dans l'hôtel Le Peletier que sont présentes également certaines pièces célèbres du musée comme la salle de bal de l'hôtel de Wendel (1924-1925), décorée par l'artiste espagnol José Maria Sert, le petit salon du Café de Paris décoré par Henri Sauvage (1899) et la bijouterie Fouquet (1900) due au célèbre artiste tchèque Alfons Mucha. C'est là aussi que se trouve la chambre de Marcel Proust, ainsi que le portrait de Juliette Récamier par François Gérard (1805), qui passe depuis le XIXe siècle, à tort ou à raison, pour le plus beau du musée.
Le rez-de-chaussée accueille les salles pédagogiques et le Centre d'études et de ressources. L'orangerie est destinée à l'accueil d'événements culturels, scientifiques et collaboratifs.

## Protection
L'orangerie de l'hôtel est inscrite au titre des monuments historiques par arrêté du 17 mars 1925 et les façades et toitures sont classées par arrêté du 28 décembre 1984.